# 満開製作所
株式会社満開製作所（まんかいせいさくじょ）は、かつて存在していた日本の企業。本社は東京都豊島区にあった。ディスクマガジン「電脳倶楽部」、パーソナルコンピュータ周辺機器などを開発、販売していた。創業者は、三上之彦（祝一平）である。

## 会社概要
- 1986年9月に、Oh!Xのライターとして参加していた祝一平（三上之彦）が、有限会社満開製作所を設立。同社オリジナルのパーソナルコンピューター、『満開2号』を開発すべく立ち上げられたとされる。
- 1987年にシャープがX68000を発売した翌年である1988年5月、フロッピーディスクを媒体とした雑誌、『電脳倶楽部』を創刊。X68000のサードパーティーに参入した。
- 1991年には株式会社に改組する。
- 1998年、創業者の三上が代表取締役社長を辞任。三上は翌1999年4月2日に逝去。
- 2000年にX68000事業から撤退し、同事業に関わった従業員も解雇。電脳倶楽部も廃刊された。これはX68000ユーザー数の減少に伴い、赤字の同事業を維持する事が難しくなったためである。
- 2001年夏頃に会社が解散となる。

## 主な製品

### 電脳倶楽部
- 『月刊電脳倶楽部』はフロッピーディスクを媒体としたディスクマガジン。1988年当時としては画期的であった（これ以外には、コンパイルの『ディスクステーション』が挙げられるが、市販PCゲームの体験版やミニゲームなどがメインで、本誌とはかなり傾向が違う）。初代編集長は祝一平。12年間に亘って発行された。毎月18日発行。当初は2HDフロッピーディスク1枚構成で1部1000円、後に2枚構成で1部1500円で販売された。当初は6ヶ月の定期購読のみでの発行であったが、後にソフトベンダーTAKERUでの購入（バックナンバー含む）も可能になった。しかし、TAKERUが1997年に撤退すると、再び定期購読（この頃は3、6、12ヶ月）のみでの供給となった。Oh!Xの休刊、シャープのX68000事業撤退後も同誌は発行が続けられた。しかし読者の減少には歯止めが掛けられず、同社がX68000関連事業から撤退した、2000年8月発行のVol.148で終止符が打たれた。廃刊後は、元スタッフのサイト上で番外編が配布されたこともある。

内容はプログラムやX68000の内蔵FM音源などによる音楽（当時の流行曲など、他の作曲家による耳コピー曲には、JASRACシールがフロッピーに張られていた）、レポート、CGや著作権切れした文学のテキスト化（PDD＝パブリックドメインデータと呼ばれた）などが収録されていた。これらは主に読者投稿によるものであり、Oh!Xのライターなども数多く寄稿していた。独自開発されたブラウザを採用し、マウスやジョイスティックでテキストファイルなどを簡単に閲覧することを可能にしていた。採用作品には、謝礼として図書券などの金券が投稿者に送られ、記事によっては原稿料が支払われる事もあったという。当初はフロッピー1枚の供給形式であったが、やがて内容強化によりフロッピー2枚組となり、Vol.140から媒体がCD-ROMに変わったが、この形態は僅か8号分で終了となる。先述の事業撤退も関係しているが、X68000用のCD-ROMデバイスドライバのサポート体制がメーカー主導ではなく、サードパーティー製やフリーウェアによるものであることも影響している。
- キャッチコピーは、「電源ONですぐ起動、マウスひとつでらくらく操作」

#### 別冊
- 『電脳倶楽部別冊』：壱號から拾六号まで
- CD-ROMによる『すてきな電脳倶楽部』（すて電）、『すごい電脳倶楽部』（すご電）、『激光電脳倶楽部』がVol.1からVol.7まで
- 『月刊電脳倶楽部』もフロッピーディスクで発行されたVol.1からVol.139までは、『月刊電脳倶楽部パーフェクトコレクションVol.1～50』、『月刊電脳倶楽部パーフェクトコレクションVol.51～100』、『月刊電脳倶楽部パーフェクトコレクション1997年度版』（Vol.101～115）、『月刊電脳倶楽部パーフェクトコレクション1998年度版/1999年度版』（Vol.116～139）として、CD-ROMにまとめられた。
- 別冊も『電脳倶楽部別冊・完全保存版』としてCD-ROM化されている。

### 電窓
- Windows向けのディスクマガジン。メディアは5インチ、3.5インチ1.2MB、3.5インチ1.44MBいずれかの2枚組で、頒価は1500円、1994年5月から1995年4月まで月刊ペースで発行された。

### その他ソフトウェア
- 雷語（サンダーワード）：X68000の付属エディタED.X、Emacsのコマンド体系を取り入れた、テキストエディタライクなワープロソフト。X68000用。
- あの、素晴らしい　　をもう一度：アドベンチャーゲーム。X68000シリーズ最後の市販ソフトといわれる。後に開発元である自転車創業からWindows移植版とX68000復刻版がリリースされた。
- 鉄の大陸：ロールプレイングゲーム。発売が予告され、予約者の入金も行われたものの、完成を前に満開製作所が消滅し未発売となる。元スタッフが退職後に開発を継続していたが、事実上頓挫している。

### 本体・周辺機器
90年代に入ると、X68000用の周辺機器の開発と通販（九十九電機店頭での販売も行っていた）を開始。また、「パソコンショップ満開」として、X68000シリーズ本体の通販も行っていた。
- 満開式軟盤駆動装置壱號（MK-FD1）：X68000Compact向けの、木製外付け5インチFDDユニット。
- X68000 RED ZONE：X68000 CompactXVIを16MHzから規定外の24MHzに動作周波数を変更する改造したもの。
- X68000 RED ZOMBIE：CompactXVIのうち、クロックアップ耐性がなく24MHz駆動に耐えられなかった個体などを元の16MHzに戻して廉売したもの。
- X68030 D'ash:50台限定で販売されたX68030改造機。33MHzでの動作に加え、4MBのメインメモリ、FPUが標準で増設されていた。
- MOUSEJACK68-98（MK-MJ1）PC-9800シリーズ用バスマウスをX68000シリーズで使用するアダプタ。
- Mach-2（マッハツー）：X680x0シリーズ用のバスマスタSCSI-2ボード。シャープ純正、システムサコム製のものより高速にデータ転送を可能にした。なお、X68000PROシリーズでは動作しない。
- Mach-2p:X680x0シリーズ用SCSI-2ボード。メモリスロットを搭載し、SIMMを増設可能になっている。また、従来製品では非対応だったX68000Proへも対応。但し、バスマスタ転送ではなく、ソフトウェア転送になるため速度は落ちる。
- 060Turbo：X68030専用のMC68060アクセラレータ。
- まーきゅりーゆにっと(MK-MU1O/MK-MU1)：元々同人ハードウェアとして存在していたものを、満開製作所がリファインした音源ボード。ハードウェアとしてのVersionは4に当たる。サンプリング音源の再生ハードウェアをADPCMしか持たないX680x0シリーズで、最高48KHｚのリニアPCMを扱えるようにするもの。元の設計には無かったYMF-288が二つ回路には追加されており、それらのチップを実装したものとそうではないものが発売された。なお、名称が平仮名なのはジョークではなく、既に片仮名・英文字での商標が取得されていたためである。
- TOWERJACK 満開式硬盤駆動装置参號：（MK-HD1-EX）1GB HDD＋SCSIスロット×3
- 満開式赤緑青信号変換機壱號・弐號（MK-RGB21-15/s）：21ピンアナログRGBマルチ信号を15ピンのアナログRGBに変換するアダプタ。
- 零式計画：満開製作所の当初の目的であった、オリジナルのPC開発計画。しかし開発は会社消滅のため頓挫。開発は来栖川電工という会社に引き継がれたが、事実上日の目を見ずに終わった。なお「零式」はコードネームで、完成品は違う名称になる予定であった模様。

## 満開の電子ちゃん
- 満開製作所が、Oh!X、ゲームラボなどの誌上広告として掲載していた、『日ペンの美子ちゃん』のパロディ広告漫画。読者から公募した推薦文まで真似ていた。原作は「いわいいっぺい」（91年8月号より連名されなくなった）。作画は、1989年の初代（T・A・K）はカラーで1回きりの登場であった。約1年後に登場した2代目（岡村祭）は顔付きや脇役が大きく変わり、『電脳倶楽部』の廃刊頃まで活躍した。本家と比べキャッチコピー以外の宣伝活動は余り見られず、かつシュールな展開が目立つ。同人誌として単行本もなされている。なお、東京電力の『でんこちゃん』とは無関係。